# Plünderung

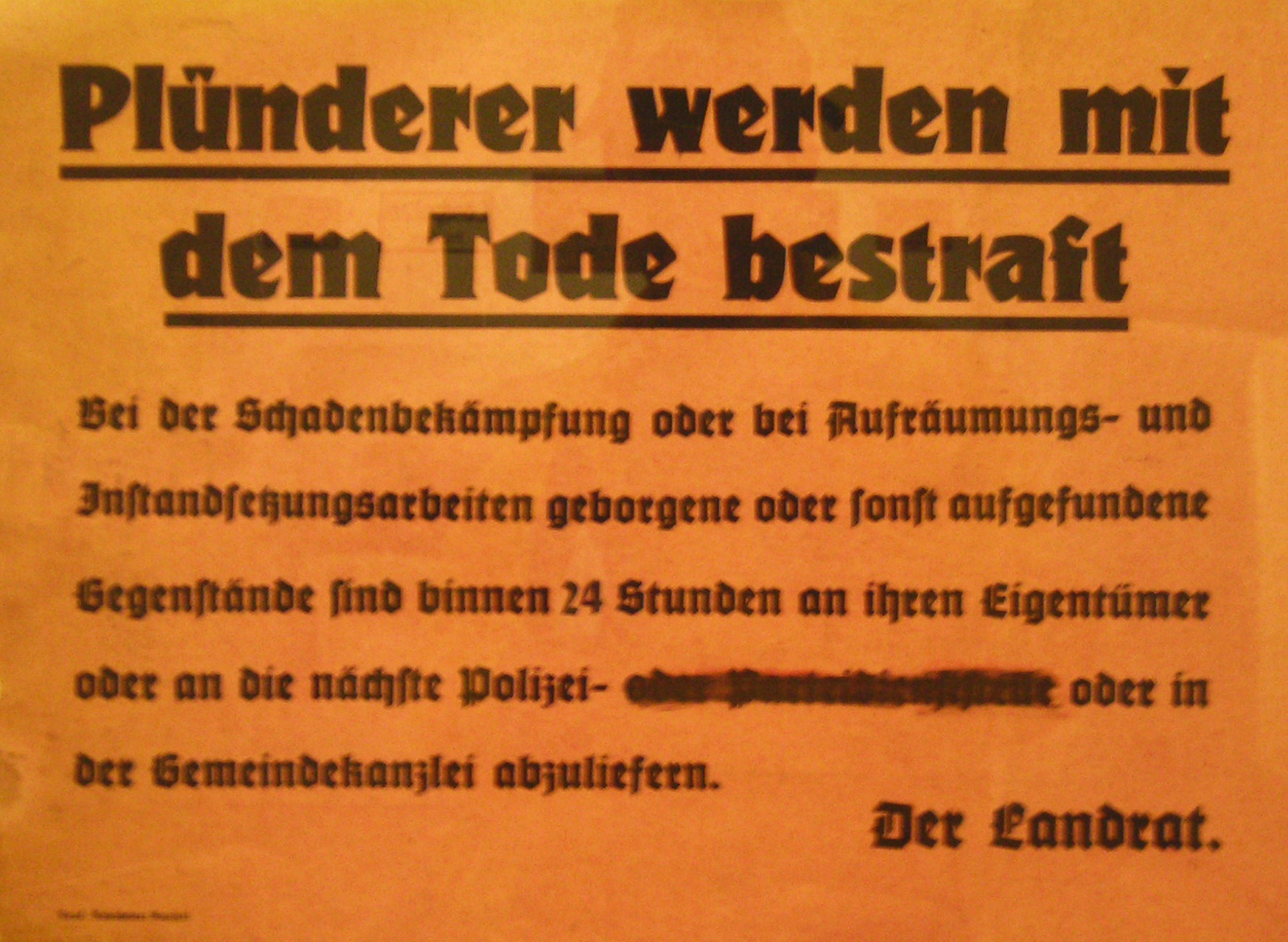
Öffentliche Warnung an Plünderer im Deutschland der Nachkriegszeit

Mit Plünderung (von mittelniederdeutsch plunder für ‚Hausrat, Wäsche‘) bezeichnet Diebstahl, Unterschlagung oder Raub während Tumulten oder Kriegshandlungen (vgl.: Marodeur). 

## Phänomenologie

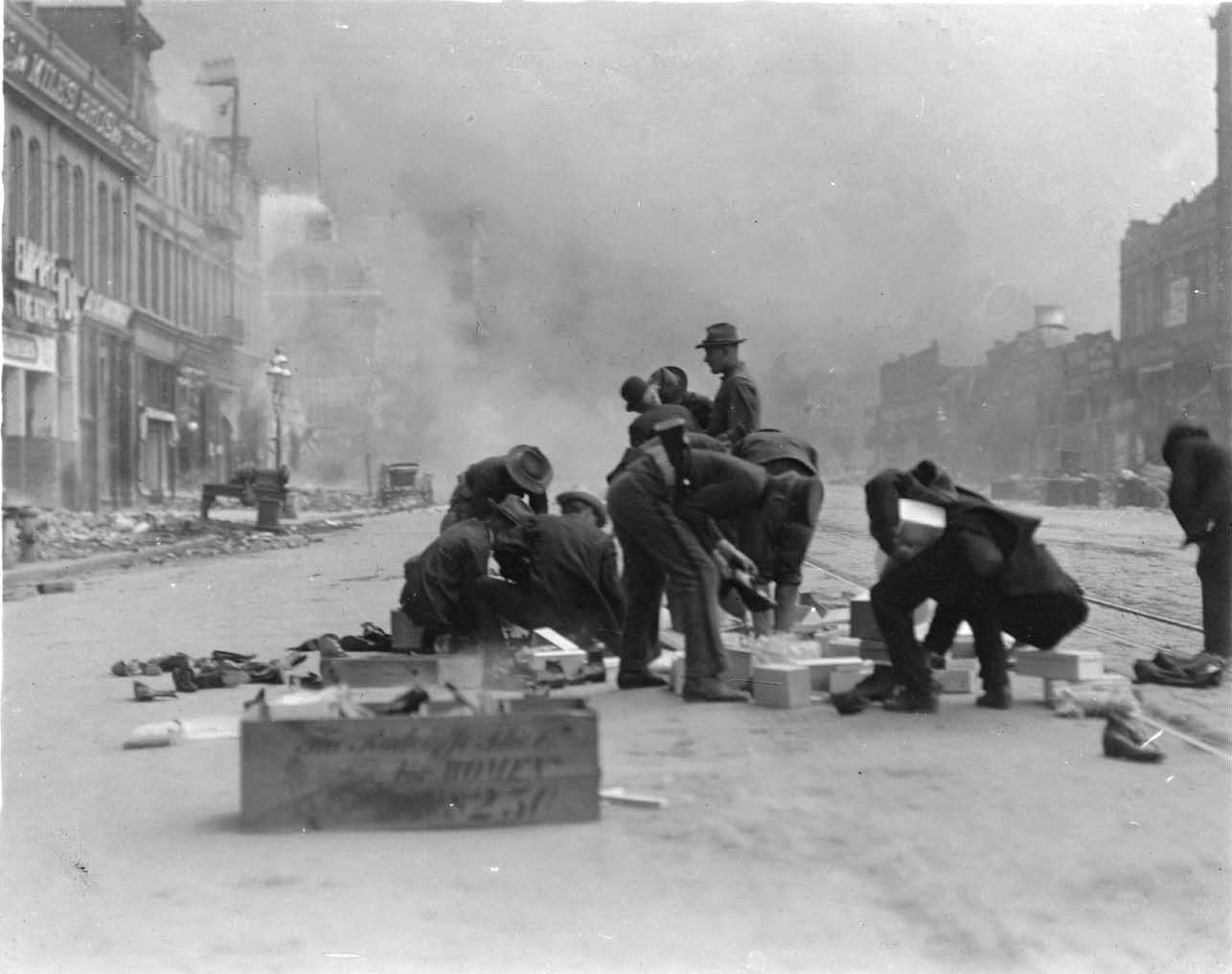
US-Soldaten plündern Schuhe in San Francisco nach dem Erdbeben und anschließenden Stadtbrand von 1906

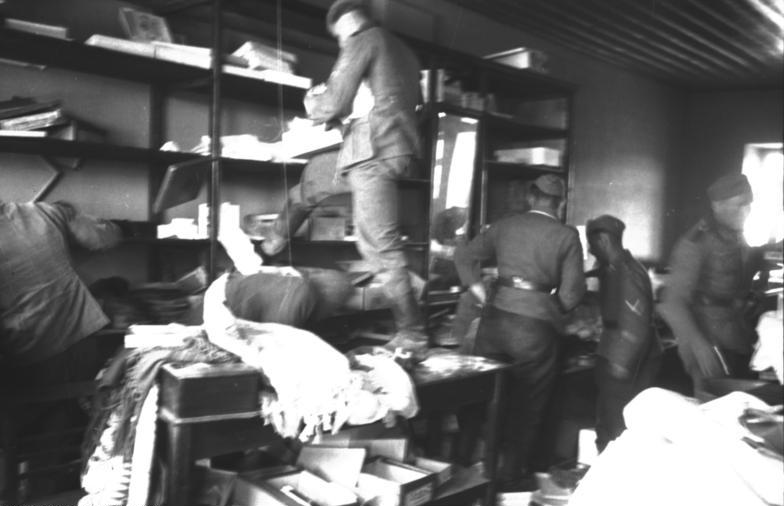
Wehrmachtssoldaten im April 1941 in einem Ladengeschäft in Athen

Opfer einer Plünderung werden einzelne Personen, Behältnisse und Transportgeräte, ganze Gebäude oder gar Ortschaften und Landstriche; häufig werden evakuierte Gebiete aber auch z. B. nur kurzzeitig verlassene Wohnungen das Ziel von Untaten. Schiffe auf offener See werden von Piraten geplündert. Ebenfalls wird von plündernden Soldaten während und nach kriegerischen Auseinandersetzungen berichtet (Kriegsbeute), die damit nach Kriegsvölkerrecht eine Straftat begehen – im Gegensatz zu einem Oberbefehlshaber, der eine Requisition oder Kontribution anordnen kann. Im Gefolge von Kriegen spezialisieren sich auch Banden auf Plünderungen.
Die Plünderer bedienen sich auch der Notsituationen, die z. B. durch vorangegangenen Raub oder Schädigung ausgelöst wurden. Unfälle, Kampfhandlungen und andere Sachverhalte, die Abwesenheit von Schutzpersonen und der Öffentlichkeit bedingen, ziehen häufig Plünderungen nach sich. Auch bei Pogromen wird geplündert. Im Fall von Katastrophen wird von den Medien und anderen Institutionen nicht selten auch da „Plünderung“ unterstellt, wo zwar einige rauben, aber andere – Durstende, Hungernde, Frierende usw. – sich nur das Nötigste verschaffen (Mundraub).
Der Begriff „Plünderung“ wird bildlich auch im Zusammenhang mit Verhalten gebraucht, das für kurzfristigen (monetären) Vorteil langfristig größere Schäden in Kauf nimmt (siehe auch Raubbau). Umweltschützer nennen den Abbau fossiler Rohstoffe ebenso Plünderung wie das Abholzen von Regenwald, die Brandrodung und das Überfischen eines Gewässers.
Wer unbedacht Güter verbraucht, plündert sein Konto und/oder seine Reserven.

## Rechtliches

### Allgemeines Strafrecht
In Deutschland gilt das Plündern, das aus einer Menschenmenge, die sich zu Gewalttätigkeiten gegen Menschen oder Sachen zusammengerottet hat, heraus begangen wird, in der Regel als besonders schwerer Fall des Landfriedensbruchs (§ 125a Nr. 4 StGB). Dadurch ergibt sich gegenüber den allgemeinen Bestimmungen des Diebstahls bzw. der Unterschlagung eine Strafschärfung (Qualifikation).
Die Abwehr von Plünderern ist im Rahmen einer Notwehrhandlung erlaubt.

### Kriegsrecht

#### Geltendes Recht
Plünderung ist nach Art. 28 sowie den Art. 47 und Art. 48 der Haager Landkriegsordnung verboten.
Die allgemeinen Regeln des Völkerrechts gelten in Deutschland gemäß Art. 25 Grundgesetz, in Österreich gemäß Art. 9 des Bundes-Verfassungsgesetzes, in der Schweiz gemäß Artikel 5 Satz 4 Bundesverfassung.
Die Bestrafung von Plünderungen richtet sich in Deutschland nach § 9 Absatz 1 Völkerstrafgesetzbuch, in Österreich nach § 321c Nr. 1 StGB und in der Schweiz nach Artikel 264 g lit. c StGB.

#### Geschichte
Während des Zweiten Weltkriegs verurteilten zahlreiche deutsche Gerichte oder Sondergerichte Menschen wegen Plünderei zu teils drakonischen Strafen bis hin zur Todesstrafe.
Beispiele:
- Das Sondergericht II beim Landgericht Berlin verurteilte am 2. März 1943 einen „Plünderer“, der nach einer Bombennacht eine herrenlose Tasche an sich genommen hatte, zum Tode. Er wurde vierundzwanzig Stunden nach seiner Tat hingerichtet.[2]

- Das Sondergericht Braunschweig verurteilte die 19-jährige Erna Wazinski wegen angeblicher „Plünderung“ nach dem Bombenangriff vom 15. Oktober 1944 auf Braunschweig als „Volksschädling“ zum Tode. Der Fall kam nach dem Krieg mehrmals vor Gerichte; das Urteil der NS-Richter wurde aber erst am 21. März 1991 vom Landgericht Braunschweig aufgehoben und Erna Wazinskis Unschuld wurde festgestellt.

- siehe auch eine Listung von Fällen hier.

Unter der Besetzung Deutschlands nach 1945 drohte die Verordnung Nr. 1 der Militärregierung in Artikel 1 Nr. 16 für Plünderung die Todesstrafe an; diese Verordnung Artikel 6 des Gesetzes Nr. 14 der Alliierten Hohe Kommission am 25. November 1949 aufgehoben. Im Zweiten Weltkrieg begangene Plünderungen wurden von den Alliierten nach Artikel 2 b Kontrollratsgesetz Nr. 10 bestraft.

## Beispiele
- Beim Boxeraufstand im Jahr 1900 in China schickten zahlreiche damalige Mächte (darunter auch das Deutsche Kaiserreich) Truppen nach Peking; diese bildeten ein multinationales Expeditionskorps. Das Expeditionskorps erreichte am 13. August 1900 Peking, das bereits am folgenden Tag fiel. Peking wurde von den Alliierten drei Tage lang geplündert, was Kritiker – angesichts des hohen zivilisatorischen Anspruchs der Europäer – befremdete. Auch Kulturgüter wurden geraubt.[5]
- Unter Bürgerkriegsbedingungen führten illegale Ausgrabungen und gezielte Raubüberfälle sowie Kriegszerstörungen immer wieder zum Verlust und zur Zerstörung historischer Stätten in Syrien, im Irak, im Jemen und in Libyen.[6]
- Verbrechen der Roten Armee im Zweiten Weltkrieg
- Verbrechen der Wehrmacht
- Kriegsverbrechen der japanischen Streitkräfte im Zweiten Weltkrieg
- Kriegsverbrechen der Alliierten im Zweiten Weltkrieg
- Kriegsverbrechen im Russisch-Ukrainischen Krieg#Plünderungen